# Десять франков «Минерва»
Десять франков «Минерва» — первая французская банкнота номиналом 10 франков, выпущенная Банком Франции 22 мая 1916 года. Банкнота выпускалась до 27 марта 1933 года и в период между 1939 и 1941 гг. 

## История
Банкнота появилась в период Первой мировой войны, в 1915 правительство решило выпустить новую банкноту номиналом 10 франков, с целью облегчить размен 25 и 100 франковых банкнот. Ее эскиз был разработан 3 января 1916 года. Выпуск банкноты был связан с нехваткой в обороте монет крупного номинала из серебра и золота. Банкноты выпущенные в 1915 году, перестали быть законным платежным средством с 31 декабря 1933 года.
Эта банкнота вновь выпускалась с 2 сентября 1939 по 1941 год, с 5 июня 1951 года стала изыматься из обращения и лишена статуса законного платежного средства с 1 января 1963 года.

## Описание
Автор дизайна банкноты Жорж Дюваль, также был автором банкноты пять франков Зодиак и пять франков Фиолетовая. Гравёр Романьоль.
Аверс: голова Минервы. Реверс: крестьянская девушка сидит окруженная венком из виноградной лозы. Водяной знак представляет собой голову Меркурия в профиль. Цвет банкноты синий и серый. Размеры банкноты 138 мм х 88 мм.